# Johann Baptist Pflug

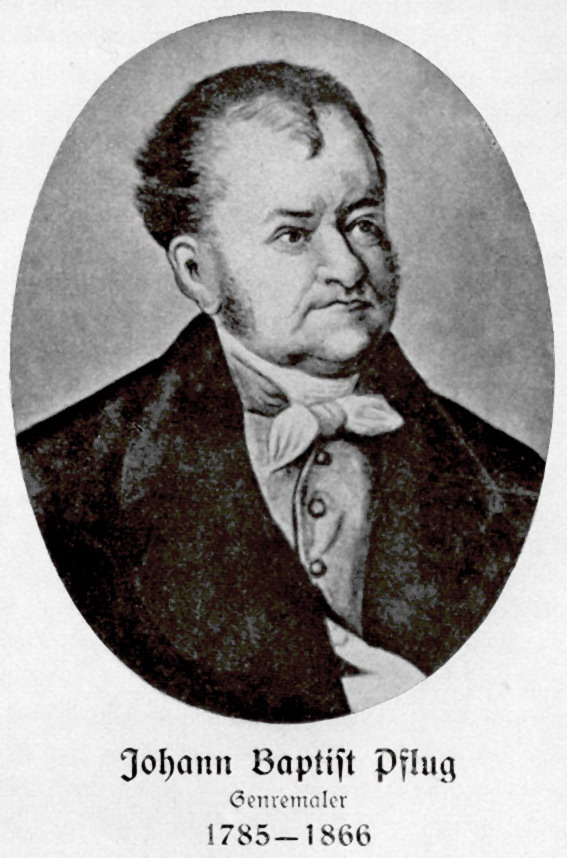
Johann Baptist Pflug

Johann Baptist Pflug (* 13. Februar 1785 in Biberach an der Riß; † 30. Mai 1866 ebenda) war ein deutscher Genremaler.

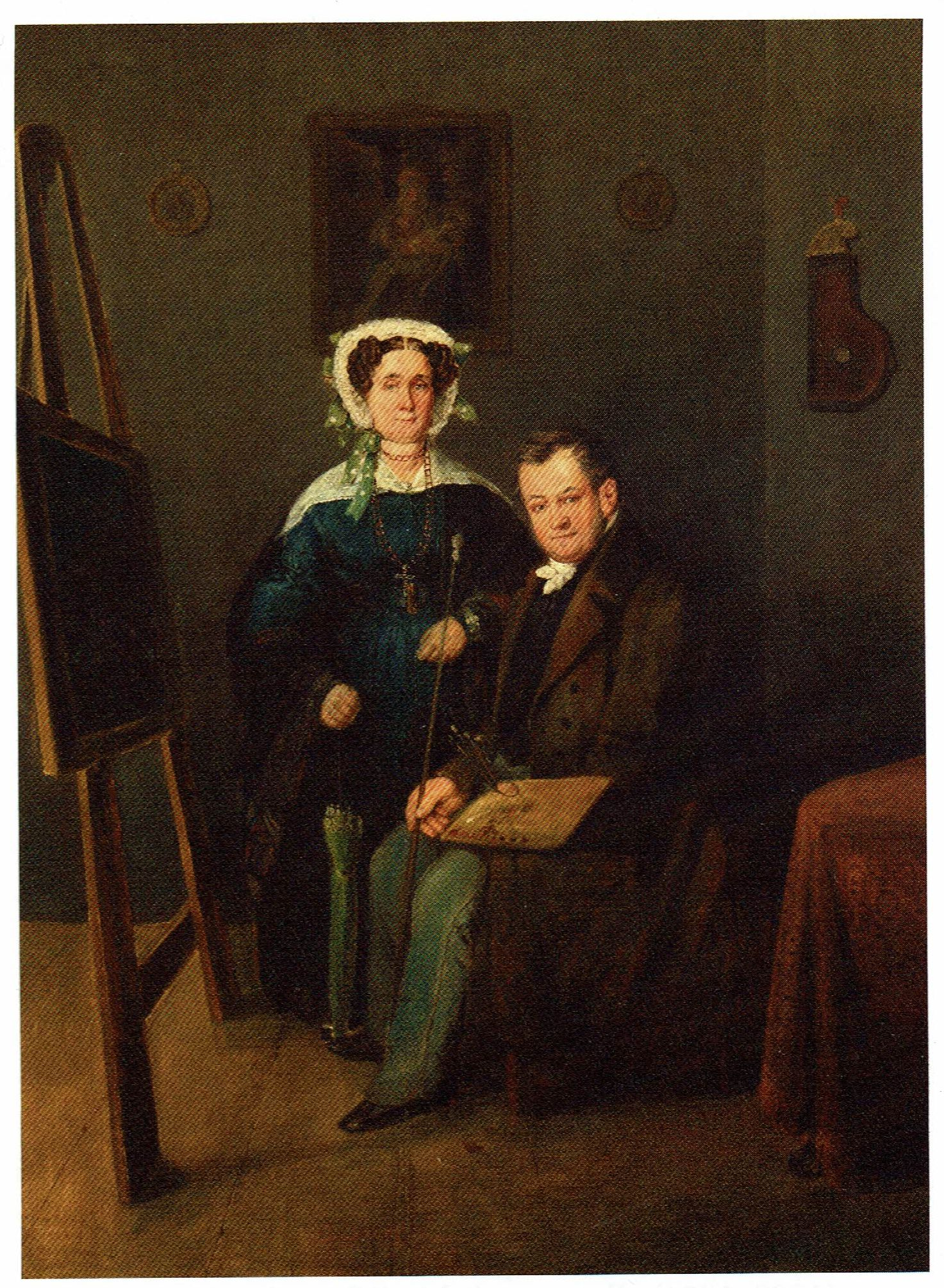
Selbstbildnis mit Frau Antonia

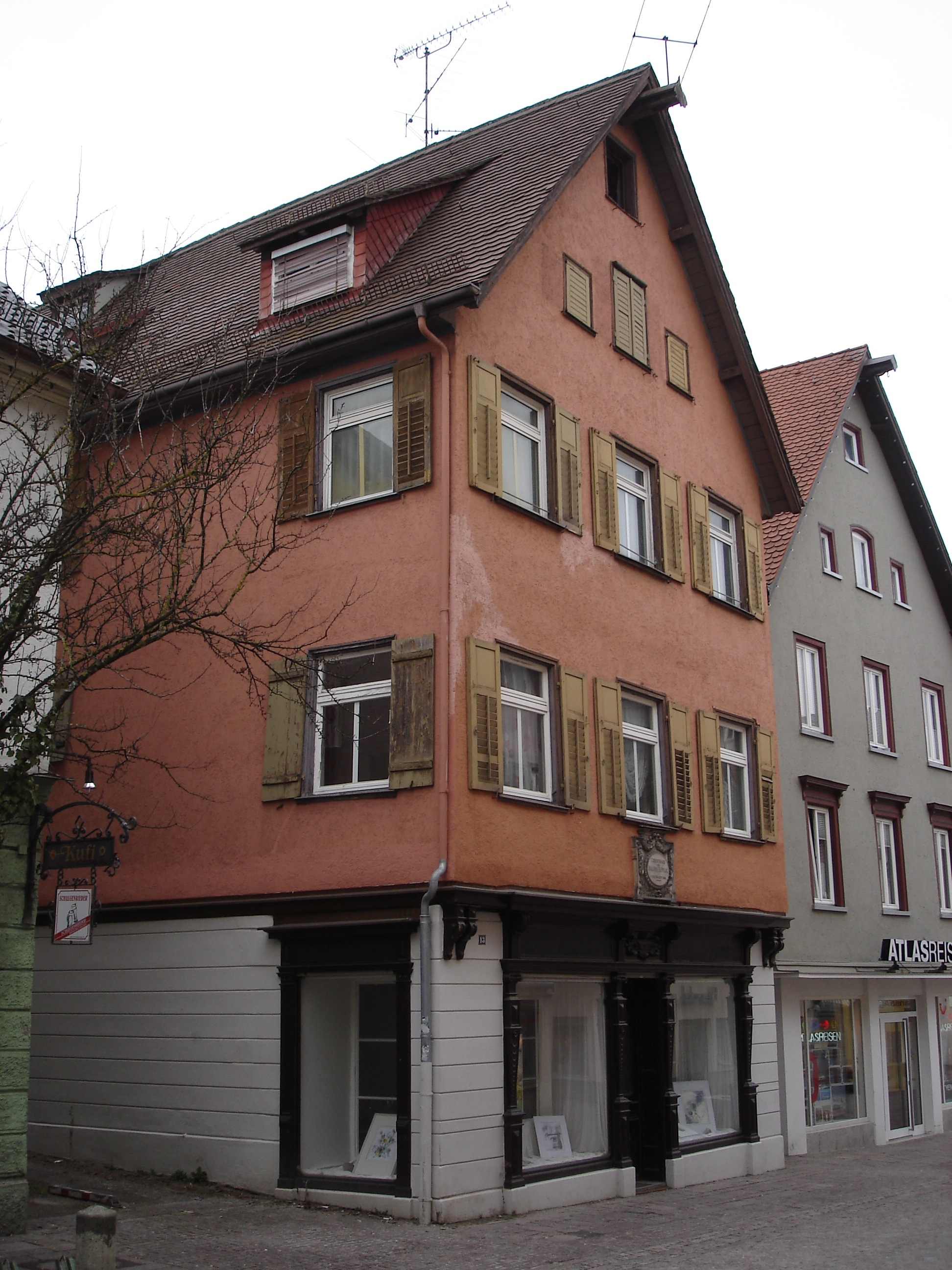
Pflugs Geburtshaus in Biberach

## Leben
Als Sohn von Küfermeister und Essigfabrikant Christian Pflug und seiner Frau Antonia Rauh, beide aus Biberach, wurde Johann Baptist 1785 in Biberach geboren.
Er besuchte die katholische Volksschule und Lateinklasse in Biberach, wurde 1797 Sängerknabe im Kloster Weingarten und erhielt dort eine fundierte Schulbildung. Nach Aufhebung des Klosters 1803 rieten die Patres zum Beruf des Kirchenmalers, doch wurde Pflug zu einem Bortenmacher in die Lehre gegeben. Johann Franz Schefold, Geheimer Rat und Regierungsdirektor in Buchau, förderte Pflugs Zeichentalent, erteilte ihm zusammen mit seinem Vater, dem Kirchenmaler Johannes Schefold, Unterricht und öffnete ihm seine Bibliothek und Galerie. Seit 1806 setzte Pflug sein Studium in den Galerien und an der Münchener Akademie fort und kopierte auf Anraten Christian von Mannlichs vorwiegend Gemälde von Rubens und die Niederländer des 17. Jh. Verkauft wurden diese Kopien beim Münchner Kunsthändler Dietz, der mit diesen Bildern ein schwunghaftes Geschäft machte.
Bei Bühnenmaler Angelo Quaglio nahm er Unterricht in Perspektive. Nach 3-jährigem Studium zwang ihn der Tiroler Volksaufstand 1809 zur Rückkehr nach Biberach. Aufgrund einer vorzüglich bestandenen Kunstprüfung in Stuttgart erhielt Pflug 1810 die neu geschaffene Stelle eines Zeichenlehrers am Biberacher Gymnasium, die er bis 1856 innehatte. Neben der Lehrtätigkeit betätigte er sich zunächst vorwiegend als Porträtist, wobei er realistische Detailtreue mit qualitätvoller Stoffmalerei in der Manier der Niederländer verband.
Seit 1813 schilderte er als Maler und Zeichner seine ländliche und kleinstädtische Umgebung in einer großen Zahl von Genredarstellungen (darunter auch Militär- u. Räuberszenen sowie Trachten). Der Heiratskonsens (1815) wurde vom württembergischen König angekauft. 1825–1830 erschien in Stuttgart unter dem Titel Ländliche Gebräuche in Württemberg eine Folge von kolorierten Umrissradierungen. Als 1827 der Württembergische Kunstverein gegründet wurde, erhielt Pflug den Auftrag, zwei Gemälde einzusenden. Mit Die Spieler und Hauswasch (beide 1827) erwarb er sich große Anerkennung.
Das Werk Pflugs enthält nur wenige Landschaften, von seinem Fleiß als Zeichner zeugen die erhaltenen Skizzenbücher. – Pflug entdeckte und förderte junge Künstler, die später als Biberacher Schule bezeichnet wurden. Zu ihr gehören die Maler Franz Xaver Müller, Karl Martini, Karl Friedrich Göser, Eberhard Emminger, Franz Xaver Förg, Hermann Volz, Carl Martin Gramm Edler v. Ebersberg, Adalbert Gebel und Anton Braith.
Gemeinsam mit seinen erst 1874 veröffentlichten Lebenserinnerungen stellen seine Werke eine nahezu lückenlose Präsentation des damaligen Volkslebens dar und sind daher von größtem kulturhistorischem Gewicht.

## Werke (Auszug)
- Lagerszene bei Bergerhausen oberhalb Biberbach: Österreichische Kavallerie und Infanterie, ein Geschütz im Mittelgrund, im Hintergrund Zelte und Train, Oktober 1815 (Szene aus den Napoleonischen Kriegen), 1826, Öl auf Holz, 28 × 38 cm, Heeresgeschichtliches Museum, Wien.
- Die Waldburg mit Blick auf den Bodensee, um 1836, Öl auf Leinwand, Braith-Mali-Museum, Biberach an der Riß
- Die Gefangennahme der Räuber (Rosenbergerbande), 1822, Gouache, Privatbesitz

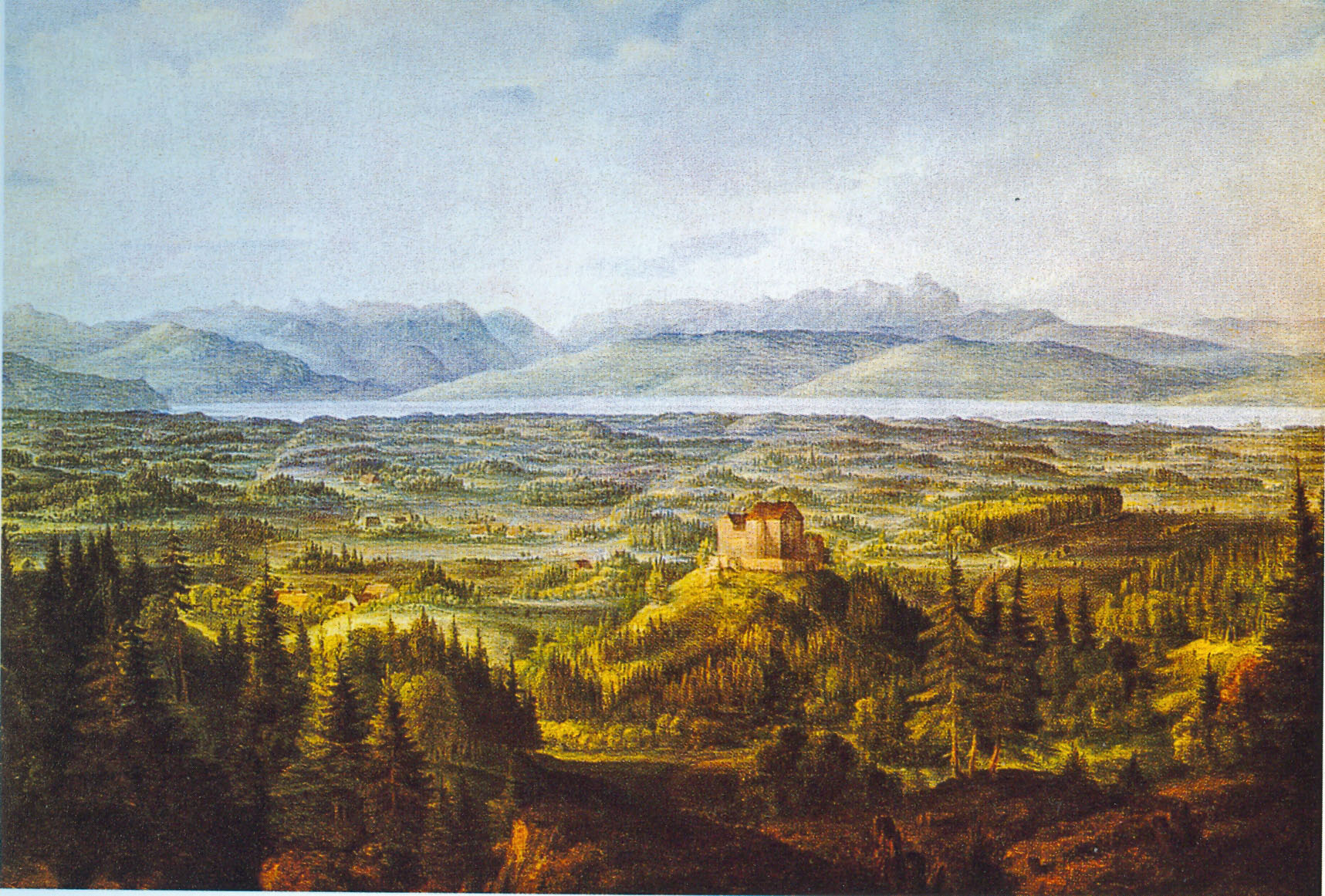
Waldburg mit Bodensee
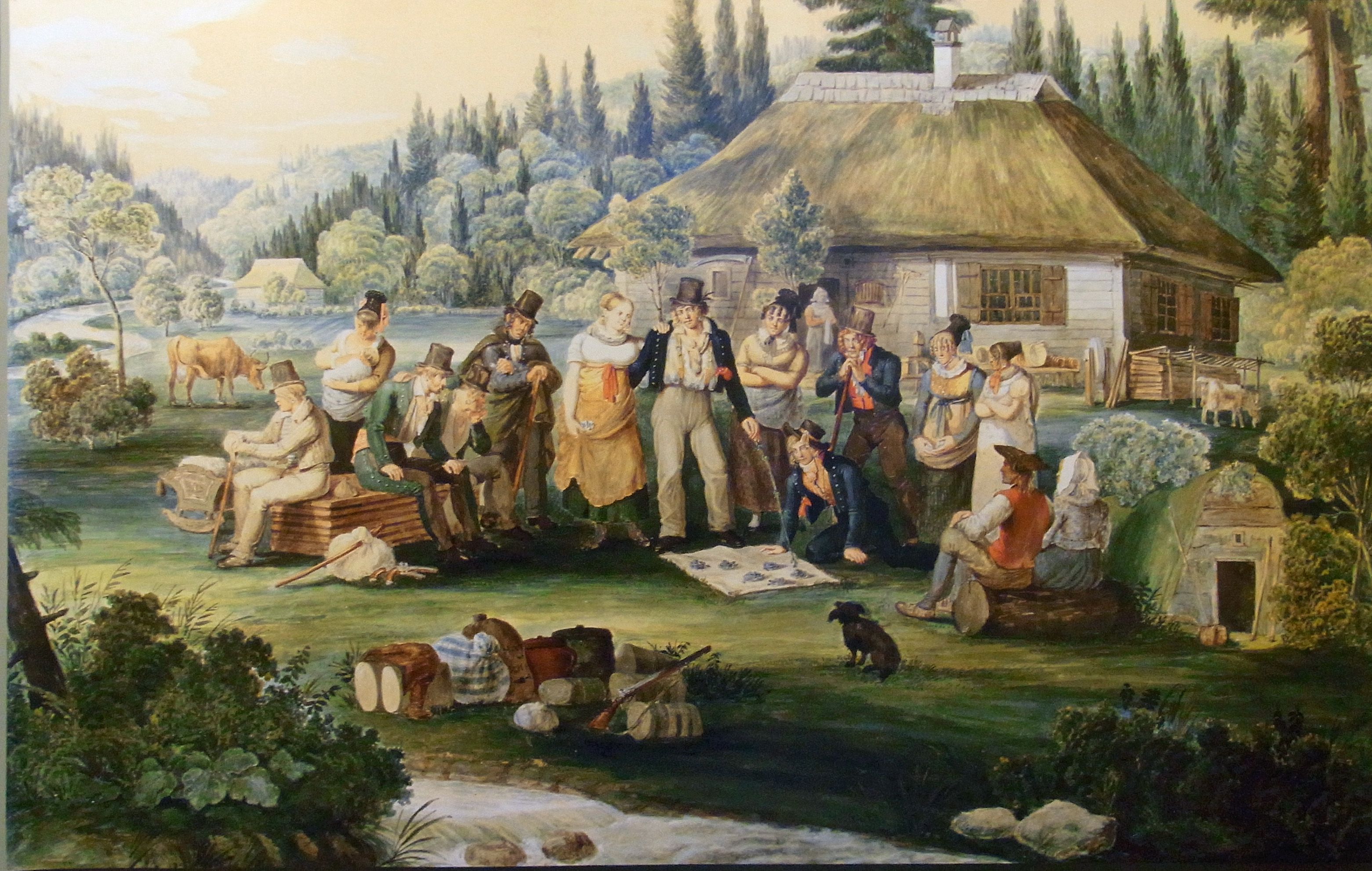
Die Räuberbande Anton Rosenberger
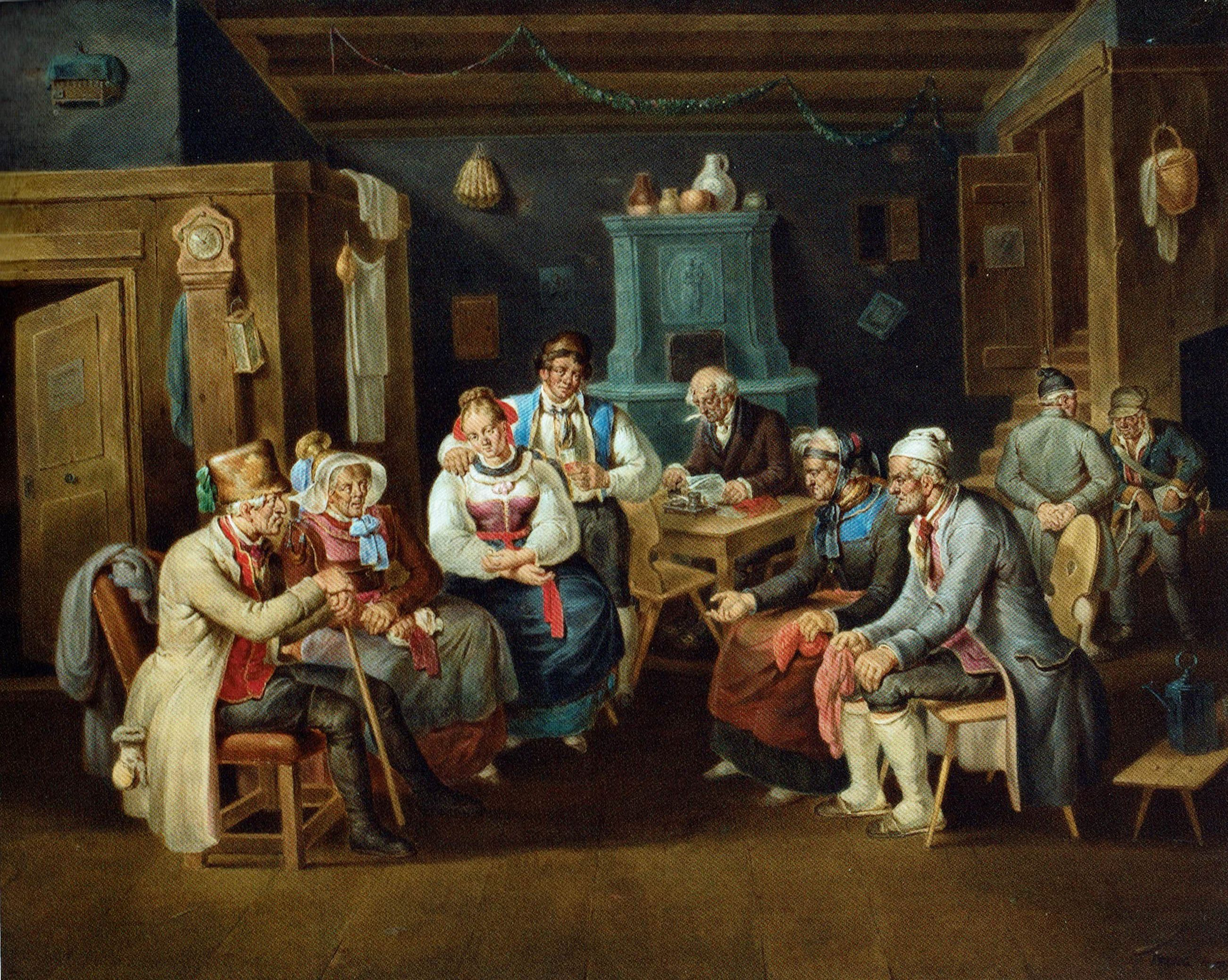
Heiratshandel
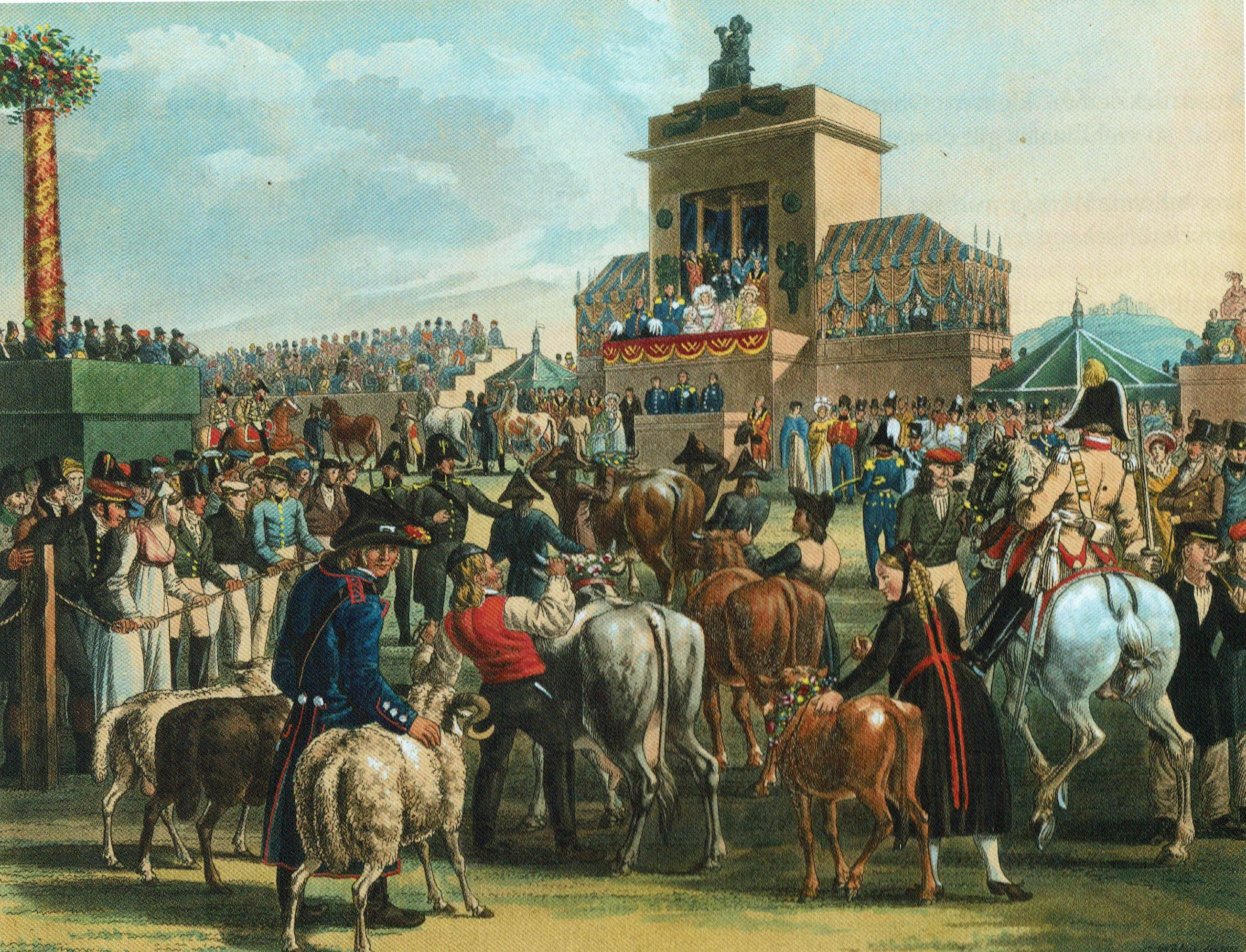
Volksfest in Cannstatt, 1824
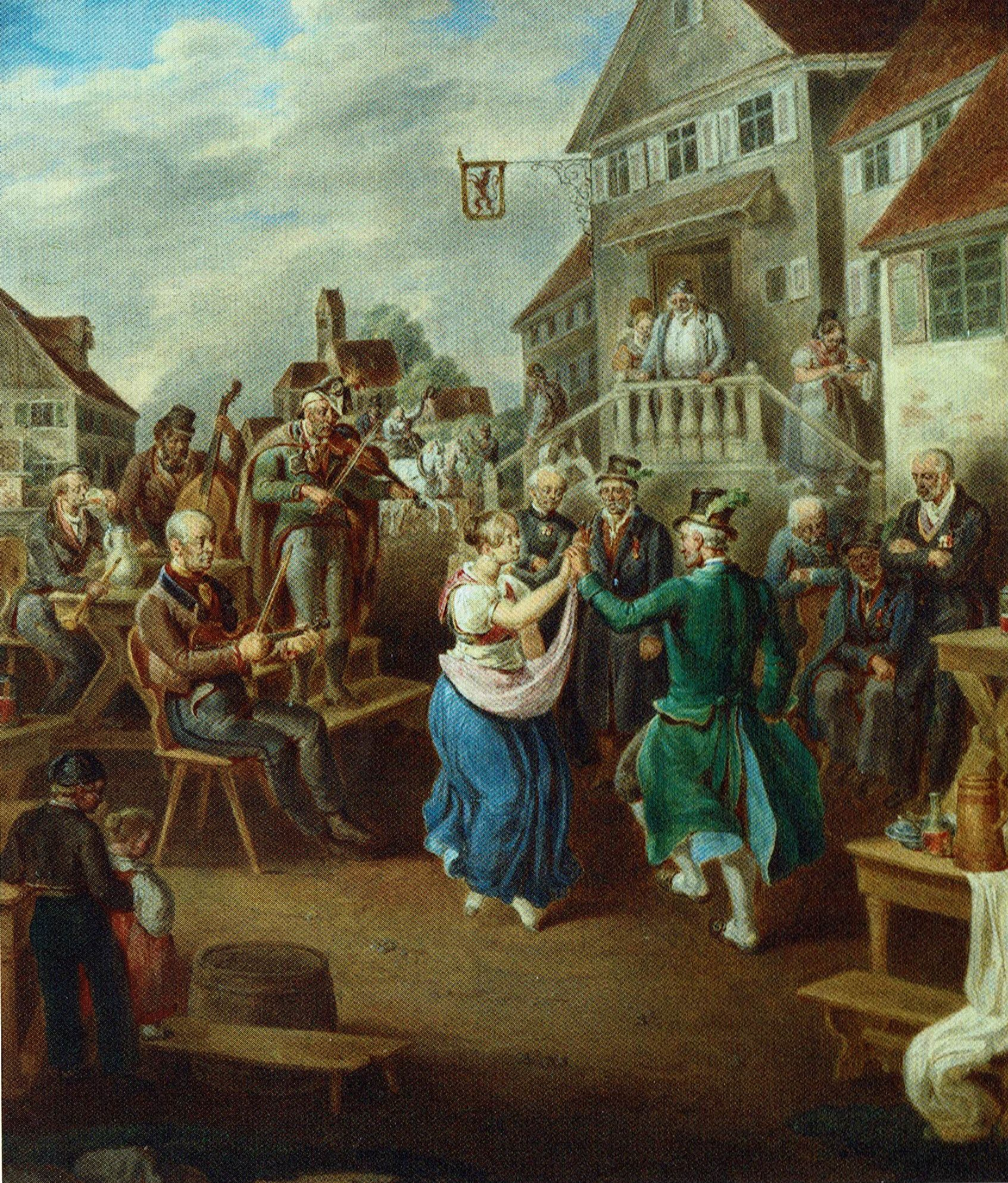
Kriegsveteranen
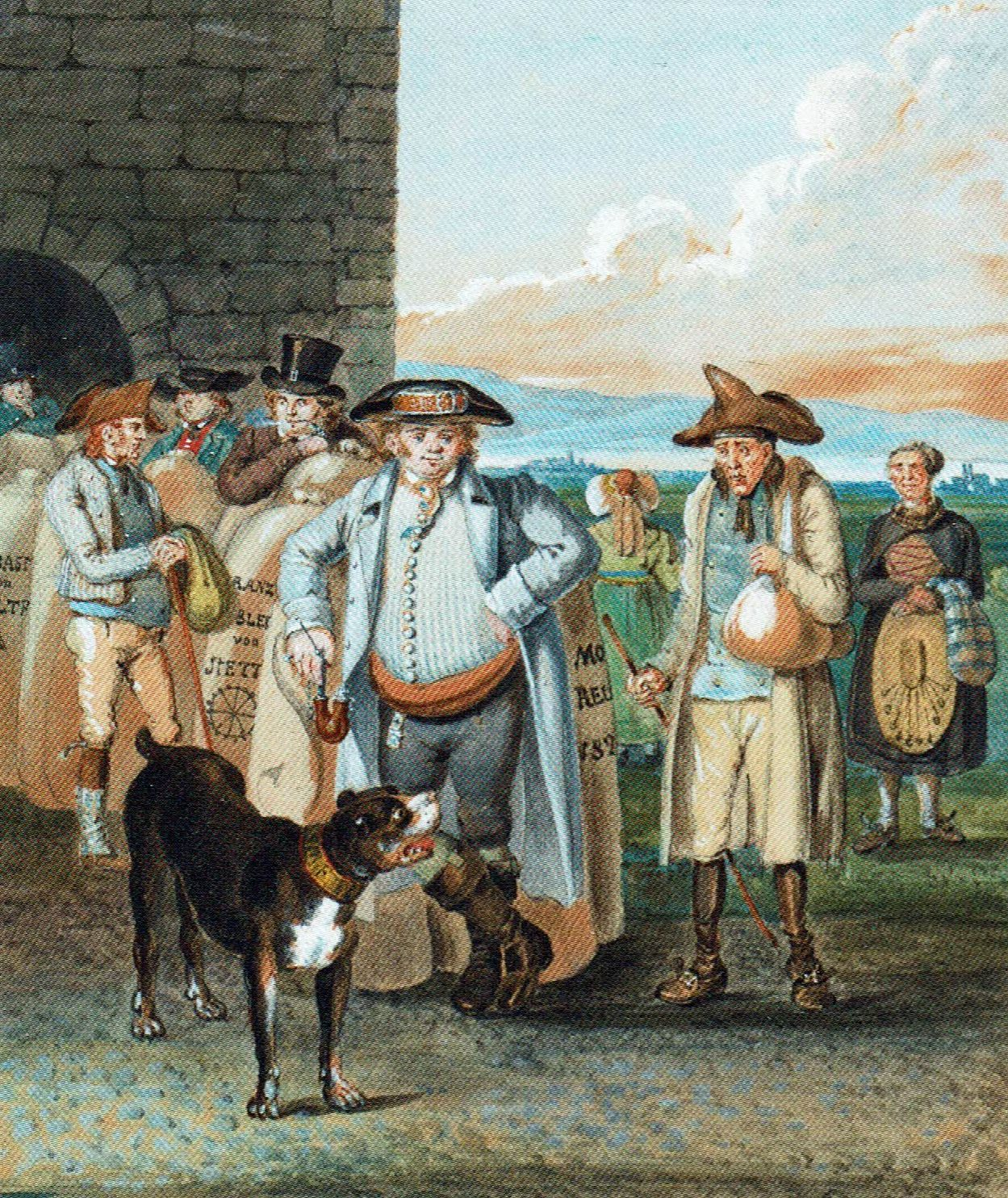
Oberschwabe – Altwürttemberger

## Schriften
- Johann Baptist Pflug: Aus der Räuber- und Franzosenzeit Schwabens. Die Erinnerungen des schwäbischen Malers aus den Jahren 1780–1840. Neu herausgegeben von Max Zengerle. Weißenhorn: Anton H. Konrad Verlag, 1974 (3. Aufl.). ISBN 3-87437-113-1